# Hong Kong Film Critics Society Awards
A Hong Kong Film Critics Society Awards (hagyományos kínai: 香港電影評論學會大獎) egy évente átadott filmes díj, melyet a Hong Kong Film Critics Society ad át 1994 óta Hongkongban.
A díjakat a társaság tagjai három fordulós szavazási eljárás után adják át a hongkongi filmipar legjobbjainak. A szavazásokról a társaság évente kiadott hongkongi filmes kiadványában lehet tájékozódni. A rendezvényt általában március végén, április elején rendezik meg Hongkongban.
A díj nem összetévesztendő a Hong Kong Film Awards és Golden Bauhinia Awards elismerésekkel, melyek szervezője a Hong Kong Film Critics Association.